# توکتویاکتوک
توکتویاکتوک (به انگلیسی: Tuktoyaktuk) یک منطقهٔ مسکونی در کانادا است که در قلمروهای شمال غرب واقع شده‌است. توکتویاکتوک ۸۹۸ نفر جمعیت دارد و ۴٫۵۷ متر بالاتر از سطح دریا واقع شده‌است.